# Clássico Norte-Sul (Santa Catarina)
O Clássico Norte-Sul, também conhecido como Clássico do Interior, é o confronto entre Criciúma e Joinville, considerado um dos maiores clássicos do futebol catarinense e também um dos maiores do interior do Brasil. É o duelo que mais vezes decidiu o Campeonato Catarinense e aquele que reúne os dois times catarinenses com mais títulos nacionais: o Criciúma ganhou a Copa do Brasil de 1992 e os Campeonatos Brasileiros da Série B em 2002 e Série C em 2006, enquanto o Joinville conquistou o Campeonato Brasileiro da Série C em 2011, quando teve o melhor aproveitamento entre todos os times de todas as divisões, e da Série B de 2014.

## História
Joinville e Criciúma começaram a se enfrentar com regularidade a partir dos anos 80, quando o JEC conquistou sete dos 10 catarinenses da década, enquanto o Tigre ganhou a taça disputada em 1989, além de ter sido quatro vezes vice (1981, 1982, 1983 e 1987).
O Joinville Esporte Clube é fruto da fusão de dois times da cidade de Joinville, o Caxias e o América que passavam por uma grande crise e foram pedir ajuda para empresário da cidade, foi quando João Hansen Júnior, da Tubos e Conexões Tigre, sugeriu a fusão, pra ajudar de maneira melhor o futebol joinvilense, deu certo, os nove títulos ganhos pela cidade do norte catarinense até 1976, foram rapidamente superados em 1987 com os 10 títulos ganhos pelo JEC, sendo oito consecutivos (de 1978 a 1985).
Já o Criciúma Esporte Clube foi fundado como Comerciário e chegou a ganhar um titulo estadual em 1968, porém em 1970 o clube se licenciou do futebol profissional e ficou assim até 1977, quando voltou ao profissionalismo. Em 1978, foi efetuada a troca de nome para "Criciúma", com o intuito de trazer para o estádio os torcedores dos extintos Ouro Preto, Atlético Operário, Próspera, Boa Vista e Metropol. Em 1984, o clube mudou suas cores para as que utiliza atualmente, passando de azul e branco para amarelo, preto e branco.
Os clubes decidiram os campeonatos estaduais em sete oportunidades, sendo as de 1980, 1981, 1982, 1983, 87 e 2001 vencidas pelo Joinville e as de 1989 e 1990 conquistadas pelo Criciúma, tornando o confronto aquele que mais vezes decidiu o estadual de Santa Catarina.

## Estatísticas

### Retrospecto geral
- Atualizado até 2 de março de 2025[7]

| Competições                               | Jogos | Resultados | Resultados | Resultados | Gols marcados | Gols marcados |
| Competições                               | Jogos | CEC        | Empate     | JEC        | CEC           | JEC           |
| ----------------------------------------- | ----- | ---------- | ---------- | ---------- | ------------- | ------------- |
| Campeonato Brasileiro Série B             | 18    | 7          | 5          | 6          | 23            | 20            |
| Campeonato Brasileiro Série C             | 2     | 0          | 0          | 2          | 1             | 6             |
| Copa Sul-Minas                            | 1     | 0          | 0          | 1          | 2             | 4             |
| Campeonato Catarinense                    | 162   | 56         | 55         | 51         | 187           | 199           |
| Campeonato Catarinense - Divisão Especial | 1     | 0          | 0          | 1          | 1             | 2             |
| Copa Santa Catarina                       | 9     | 2          | 2          | 5          | 8             | 13            |
| Amistosos                                 | 4     | 0          | 2          | 2          | 3             | 5             |
| Total                                     | 197   | 65         | 64         | 68         | 225           | 249           |

### Quadro comparativo
Títulos
| Competição                       | Criciúma | Joinville |
| -------------------------------- | -------- | --------- |
| Campeonato Brasileiro - Série B  | 1        | 1         |
| Campeonato Brasileiro - Série C  | 1        | 1         |
| Copa do Brasil                   | 1        | 0         |
| Campeonato Catarinense           | 12       | 12        |
| Campeonato Catarinense - Série B | 1        | 3         |
| Copa Santa Catarina              | 1        | 5         |
| Taça Santa Catarina              | 0        | 1         |
| Taça Governador do Estado        | 8        | 3         |
| Recopa Catarinense               | 2        | 1         |
| Recopa Sul-Brasileira            | 0        | 1         |
| Total                            | 27       | 28        |

Participações
| Competição                       | Criciúma | Joinville |
| -------------------------------- | -------- | --------- |
| Copa Libertadores                | 1        | 0         |
| Copa Sul-Americana               | 2        | 1         |
| Campeonato Brasileiro - Série A  | 15       | 12        |
| Campeonato Brasileiro - Série B  | 25       | 21        |
| Campeonato Brasileiro - Série C  | 5        | 8         |
| Campeonato Brasileiro - Série D  | 0        | 5         |
| Copa do Brasil                   | 25       | 11        |
| Campeonato Catarinense           | 60       | 49        |
| Campeonato Catarinense - Série B | 1        | 3         |